# Keylaer

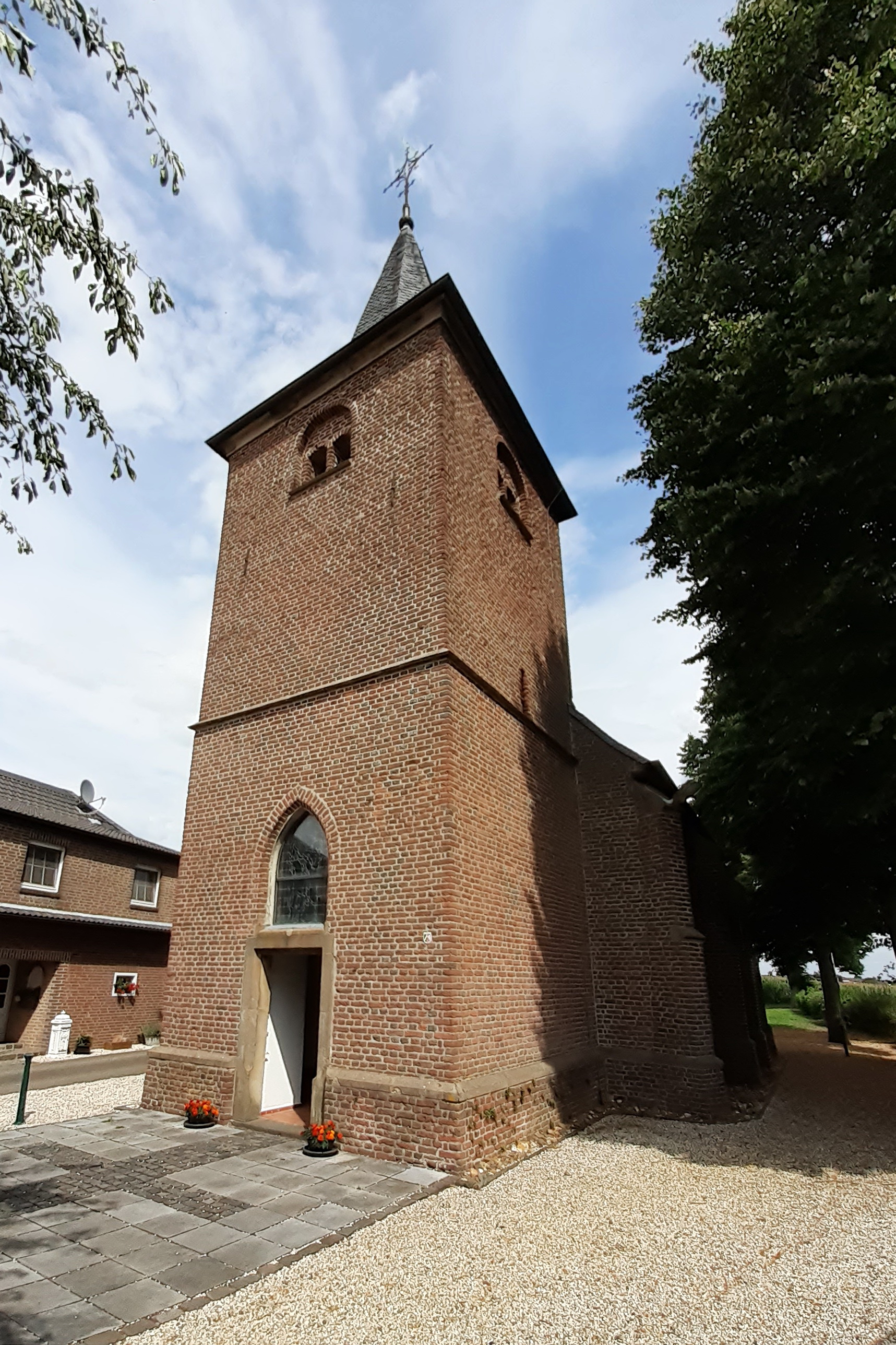
Hubertuskapelle

Keylaer ist eine Bauerschaft am linken unteren Niederrhein. Sie liegt zum größten Teil auf dem Gebiet der Stadt Kevelaer, ein kleinerer Teil liegt auf dem Gebiet der Gemeinde Weeze. Keylaer wurde im Jahr 1144 erstmals im Zusammenhang mit einer Schenkung des Friedrich von Boedberg an das Xantener Stift urkundlich erwähnt.
Mittelpunkt der Bauerschaft ist die auf Kevelaerer Stadtgebiet liegende Hubertuskapelle, die 1381 in einer Urkunde des Zinsregisters des Klosters Graefenthal erstmals erwähnt wird.